# Larry Finnegan
Larry Finnegan (* 10. August 1938 in New York; † 22. Juli 1973) war ein US-amerikanischer Sänger.

## Leben
Larry Finnegan (geboren als John Lawrence Finneran) wuchs in New York auf. Im Jahr 1961 erhielt er einen Plattenvertrag und konnte mit dem Song Dear one 1962 einen Chart-Hit platzieren.
1965 hatte er in der Schlagerparade von NDR 2, präsentiert von dem Vorgänger von Ilse Seemann einen Riesenhit mit Ein Cowboy, sein Sattel und sein Pferd. Viele Wochen hielt er sich mit dieser Single auf Platz 1. Sie geriet völlig unerklärbarer Weise in totale Vergessenheit. Das Wissen darüber beruht auf Überlieferung und kann deshalb nicht felsenfest belegt werden.

## Diskografie

### Alben
- 1966: The Best Of Larry Finnegan
- 1979: In Memoriam

### Singles
| Jahr | Titel Album                   | Höchstplatzierung, Gesamtwochen, AuszeichnungChartplatzierungen (Jahr, Titel, Album, Platzierungen, Wochen, Auszeichnungen, Anmerkungen) | Höchstplatzierung, Gesamtwochen, AuszeichnungChartplatzierungen (Jahr, Titel, Album, Platzierungen, Wochen, Auszeichnungen, Anmerkungen) | Anmerkungen |
| Jahr | Titel Album                   | DE | US | Anmerkungen |
| ---- | ----------------------------- | --- | --- | ----------- |
| 1962 | Dear One                      | — | US11 (14 Wo.)US |             |
| 1964 | Das Spiel ist aus und vorüber | DE37 (2 Wo.)DE | — |             |

Weitere Singles
- 1962: Pretty Suzy Sunshine
- 1962: Oh Lonesome Me
- 1962: I’ll Be Back, Jack
- 1963: Pick Up The Pieces
- 1963: I Like It Like That
- 1964: The Other Ringo
- 1964: Dear One, Part Two
- 1964: I Know How It Feels
- 1964: Every Time
- 1965: Good Morning, Tears
- 1965: Aber Dich Gibt Es Nur Einmal (The Biggest Hurt Of All)
- 1966: Bound For Houston
- 1966: Seven Days
- 1967: Das Schönste Mädchen Der Welt
- 1967: Komm Doch Zu Mir
- 1967: Hickory Hill
- 1968: Einen Gruß An Mama